# Maria Elena Schonbek
Maria Elena Schonbek es una matemática argentina-estadounidense quién trabaja como profesora de matemática en la Universidad de California en Santa Cruz. Sus estudios se centran en dinámica de fluidos y las ecuaciones diferenciales parciales asociadas.
Obtuvo una licenciatura por la Universidad de Buenos Aires, y obtuvo su Ph.D. por la Universidad de Míchigan en 1976.
Su disertación, titulada "Problemas de valor límite para las ecuaciones del Modelo de FitzHugh-Nagumo", fue dirigida por el físico estadounidense Jeffrey B. Rauch.
En 1993, del 27 de junio al 1 de julio, Schonbek organizó conferencia CBMS–NSF en Universidad de California en Santa Cruz. Allí el matemático francés Luc Charles Tartar dio diez conferencias que fueron la base de su libro sobre la Teoría General de la Homogeneización.
Fue una de las aportantes al programa de becas para estudiantes de la Fundación Ciencias Exactas y Naturales de la Universidad de Buenos Aires, financiado por donaciones de empresas radicadas en Argentina y por aportes de científicos radicados en el país y en el exterior.

## Algunas publicaciones
- M. Schonbek, T. Schonbek. 2003. Asymptotic behavior to dissipative quasigeostrophic ows. SIAM J. Math. Anal. 35:357–375.

- 1998. Problems Related to Solutions to the Navier-Stokes Equations. Berichte der Arbeitsgruppe Technomathematik, Universität Kaiserslautern Arbeitsgruppe Technomathematik 203. Publicó Univ. Arbeitsgruppe Technomathematik, 64 p.

- 1995. Large Time Behaviour of Solutions to the Navier-Stokes Equations in Hm Spaces. Comm. Part. Diff. Eq, 20, p. 103-117.

- 1985. L2 decay for weak solutions of the Navier-Stokes equations. Archive Rational Mechanics Analysis 88 (1985): 209-222.

## Honores
En 2012, fue elegida miembro de la Sociedad Matemática americana.